# Menhir von Lettin
Der Menhir von Lettin ist ein vorgeschichtlicher Menhir bei Lettin, einem Stadtteil von Halle (Saale), Sachsen-Anhalt.

## Lage
Gemäß dem Denkmalverzeichnis des Landes Sachsen-Anhalt von 2016 befindet sich der Stein zwischen Lettin und Heide-Nord/Blumenau zwischen der Gartenstraße und dem Saalering.

## Beschreibung
Bei Waldtraut Schrickels Untersuchung um 1957 war der Menhir vollständig von einem Steinhaufen überdeckt und scheint sich heute noch immer in diesem Zustand zu befinden. Nach den Akten des Landesamtes für Denkmalpflege und Archäologie Sachsen-Anhalt besteht er aus sehr hartem Gestein und hat eine Höhe von 1,2 m, eine Breite von 0,4 m und eine Dicke von 0,3 m.
Funde aus der Umgebung des Menhirs stammen von der Baalberger Kultur, der Walternienburger Kultur, der Bernburger Kultur, aus der Vollbronzezeit, der Eisenzeit, aus dem slawischen Frühmittelalter und dem Mittelalter.